# Сельское поселение Переволоки
Сельское поселение Переволоки — муниципальное образование в Безенчукском районе Самарской области.
Административный центр — село Переволоки.

## Административное устройство
В состав сельского поселения Переволоки входят:
- село Переволоки,
- посёлок Дружба,
- посёлок Заволжский,
- деревня Красноселки.

## Экономика[2]
Градообразующие предприятия:
- ГУП ОПХ «Красногорское»
- НПС «Красноселки»
- ООО «Заволжское»
- ООО «Семмаркет»

## Образование и культура[2]
- Клуб пожилого человека «Надежда»
- МОУ «Переволокская» СОШ (адрес: с. Переволоки, ул. Школьная 2)
- Детский сад «Звонкие голоса» (адрес: с. Переволоки, ул. Светлая 2)